# John Donahoe

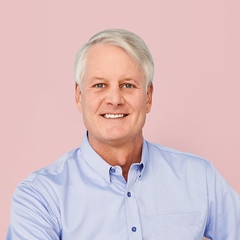
John Donahoe (2019)

John Joseph Donahoe II (* 30. April 1960 in Evanston, Illinois) war vom 31. März 2008 bis 17. Juli 2015 Präsident und Vorstandsvorsitzender von eBay und folgte damit Meg Whitman, die nach zehn Dienstjahren von diesem Posten zurücktrat. Im Zeitraum vom 17. Januar 2020 bis zum 13. Oktober 2024 war er Präsident und CEO von Nike. Nach ihm übernahm Elliott Hill die Position als CEO.

## Ausbildung
Donahoe erhielt den Bachelor of Arts für Wirtschaftswissenschaften am Dartmouth College und seinen MBA von der Stanford Business School.

## Berufstätigkeit
20 Jahre arbeitete Danohoe bei der weltweit tätigen Beratungsfirma Bain & Company, wo er 1999 vom Associate Consultant zum Vorstandsvorsitzenden aufstieg, der 3000 Beschäftigten in 30 Filialen vorstand.

## eBay
Donahoe stieß im Februar 2005 zu eBay und verantwortete anfangs eBay Marketplaces und war damit für eBays weltweites E-Commerce-Geschäft zuständig. Dabei zielte er auf eine Erweiterung des eBay-Kerngeschäftes ab und erhöhte damit sowohl Umsatz als auch Gewinn um das Doppelte. Ebenfalls verantwortete er den Zukauf von Shopping.com und StubHub und Internet-Portalen wie Gumtree und LoQUo.
Seit dem 31. März 2008 war Donahoe Präsident und Vorstandsvorsitzender von eBay Inc. und folgte damit Meg Whitman, die nach zehn Dienstjahren als Multimilliardärin von diesem Posten zurücktrat, aber im Board of Directors weiterarbeitet.
Donahoe ist somit für die Weiterentwicklung der verschiedenen Abteilungen von eBay zuständig, zu denen eBay Marketplaces und PayPal gehören.
Als Vorstandsvorsitzender (CEO) verdiente er 2008 dabei neben dem Grundeinkommen in Höhe von 879.808 US-Dollar und Boni in Höhe von 500.000 US-Dollar, Aktien mit einem Gegenwert von 11.774.468 US-Dollar sowie Aktienoptionen mit einem Schätzwert von 9.029.509 US-Dollar. Für 2009 stieg seine Grundvergütung auf $934.615, die nur 9 % seiner Gesamtbezüge ausmachten. Insgesamt erhielt er mehr als 10 Mio. Dollar.
Am 17. Juli 2015 trat er von seinen Posten bei eBay zurück, da für ihn nach der Abspaltung von PayPal keine Positionen mehr beim Restkonzern vorgesehen wurden. Neuer CEO wurde Devin Wenig, bisheriger Leiter der Marktplatzsparte von eBay.
Von 2017 bis 2019 war er CEO von ServiceNow. Vom 17. Januar 2020 bis zum 13. Oktober 2024 war er Präsident und CEO von Nike.

## Weitere Tätigkeiten
Neben seiner Arbeit im Board of Directors von eBay war Donahoe von 2003 bis 2012 im Board of Trustees des Dartmouth College tätig, zeitweise als zweiter Vorsitzender. Von März 2009 bis Mai 2017 arbeitete er im Board of Directors von Intel mit.